# Philippe Kahn (juriste)
 (juillet 2023).
La mise en forme du texte ne suit pas les recommandations de Wikipédia : il faut le « wikifier ».
Les points d'amélioration suivants sont les cas les plus fréquents. Le détail des points à revoir est peut-être précisé sur la page de discussion.
- Les titres sont pré-formatés par le logiciel. Ils ne sont ni en capitales, ni en gras.
- Le texte ne doit pas être écrit en capitales (les noms de famille non plus), ni en gras, ni en italique, ni en « petit »…
- Le gras n'est utilisé que pour surligner le titre de l'article dans l'introduction, une seule fois.
- L'italique est rarement utilisé : mots en langue étrangère, titres d'œuvres, noms de bateaux, etc.
- Les citations ne sont pas en italique mais en corps de texte normal. Elles sont entourées par des guillemets français : « et ».
- Les listes à puces sont à éviter, des paragraphes rédigés étant largement préférés. Les tableaux sont à réserver à la présentation de données structurées (résultats, etc.).
- Les appels de note de bas de page (petits chiffres en exposant, introduits par l'outil «  Source ») sont à placer entre la fin de phrase et le point final[comme ça].
- Les liens internes (vers d'autres articles de Wikipédia) sont à choisir avec parcimonie. Créez des liens vers des articles approfondissant le sujet. Les termes génériques sans rapport avec le sujet sont à éviter, ainsi que les répétitions de liens vers un même terme.
- Les liens externes sont à placer uniquement dans une section « Liens externes », à la fin de l'article. Ces liens sont à choisir avec parcimonie suivant les règles définies. Si un lien sert de source à l'article, son insertion dans le texte est à faire par les notes de bas de page.
- La présentation des références doit suivre les conventions bibliographiques. Il est recommandé d'utiliser les modèles {{Ouvrage}}, {{Chapitre}}, {{Article}}, {{Lien web}} et/ou {{Bibliographie}}. Le mode d'édition visuel peut mettre en forme automatiquement les références.
- Insérer une infobox (cadre d'informations à droite) n'est pas obligatoire pour parachever la mise en page.

Pour une aide détaillée, merci de consulter Aide:Wikification.
Si vous pensez que ces points ont été résolus, vous pouvez retirer ce bandeau et améliorer la mise en forme d'un autre article.
Philippe Kahn, né à Paris le 9 octobre 1931 et mort à Dijon le 24 novembre 2020 des suites de la Covid-19, à l'âge de 89 ans, est un juriste français.

## Biographie
Philippe Kahn, est un juriste et universitaire français, avocat, arbitre international, cofondateur du Centre de Recherche sur le Droit des Marchés et des Investissements Internationaux (CREDIMI).
Il a été professeur de droit à l'Université de Bourgogne, où il s'était spécialisé dans l'étude des relations commerciales internationales et plus particulièrement la justice arbitrale.

## Carrière universitaire
Disciple de Berthold Goldman (aux côtés de Philippe Fouchard), c'est sous sa direction qu'il soutient sa thèse à Dijon en 1961 sur "La vente commerciale internationale",.
Chargé de cours jusqu’en 1964, il intègre ensuite le CNRS, puis y poursuit sa carrière jusqu’à son éméritat en 1998.
En 1967, il participe à la création du laboratoire CREDIMI avec le Doyen Jacques Dehaussy qui reçoit le soutien du CNRS en 1972.
Il en quittera la direction en 1999.
Sous sa direction, le CREDIMI acquiert une renommée internationale dans le domaine des contrats internationaux et des sentences arbitrales.
Les travaux de "l'école de Dijon", mettent notamment à jour l'existence d'une Lex Mercatoria, ce droit mou créé par la pratique des marchands, détaché du pluralisme des ordres juridiques.
Philippe Kahn publia, en ce sens, de nombreux articles et ouvrages dont "Lex mercatoria" en 1982 et "L’internationalisation de la vente" en 1995.
Philippe Kahn succéda en outre à Berthold Goldman à la tête du Clunet (aujourd'hui: Journal du droit international) en 1985.
Il en quittera la direction en 2002.
Il dirigea également le Jurisclasseur de droit international de 1993 à 2002 et participa au développement de l’Association de droit international (ADI/ILA).

## Distinctions
Pour l'ensemble de son œuvre, Philippe Kahn fut récompensé du rang de Chevalier de l’Ordre du Mérite (1984) de la Médaille d’argent du CNRS (1990) et fut également élevé Officier dans l’Ordre des Palmes académiques (1991).